# Kenjiro Shinozuka
Kenjiro Shinozuka (篠塚 建次郎, Shinozuka Kenjirō; Ōta, 20 november 1948 – Suwa, 18 maart 2024) was een Japans rallyrijder.

## Carrière
Kenjiro Shinozuka debuteerde in 1967 in de rallysport en boekte in samenwerking met Mitsubishi zijn grootste successen. Hij was belangrijk voor de ontwikkeling van de Mitsubishi Galant VR-4 aan het eind van de jaren tachtig en het begin van de jaren negentig. Met deze auto werd hij in 1988 kampioen in het Asia Pacific Rally Championship en won hij in 1991 en in 1992, met navigator John Meadows, de Rally van Ivoorkust. Dat was destijds een ronde van het wereldkampioenschap rally en Shinozuka was daarmee de eerste Japanse winnaar van een WK-rally.
In latere jaren was Shinozuka voor Mitsubishi ook actief in de toenmalige Parijs-Dakar Rally, en won hij in 1997 als eerste Japanner dit evenement. Shinozuka beëindigde zijn carrière oorspronkelijk in 2002, maar keerde een jaar later met Nissan weer terug in de Dakar Rally. Hij verongelukte ernstig tijdens die rally, maar herstelde uiteindelijk van zijn verwondingen. Shinozuka nam tot aan 2007 nog jaarlijks deel aan het evenement.
Shinozuka overleed op 18 maart 2024 op 75-jarige leeftijd aan kanker.

## Complete resultaten in het Wereldkampioenschap Rally

### Overwinningen
| Nr. | Seizoen | Rally                              | Navigator    | Auto                   |
| --- | ------- | ---------------------------------- | ------------ | ---------------------- |
| 1   | 1991    | 23ème Rallye Côte d'Ivoire Bandama | John Meadows | Mitsubishi Galant VR-4 |
| 2   | 1992    | 24ème Rallye Côte d'Ivoire Bandama | John Meadows | Mitsubishi Galant VR-4 |